# Etofibrato
O etofibrato é um pró-fármaco da classe dos fibratos utilizado no tratamento de colesterol elevado.